# 金原亭駒平
金原亭 駒平（きんげんてい こまへい）は、落語家の名跡。
- 金原亭駒平 - 現∶金原亭世之介
- 金原亭駒平 - 本項にて記述

金原亭 駒平（きんげんてい こまへい、1989年10月12日 - ）は、落語協会に所属する落語家。本名∶工藤 佑樹丸。

## 経歴
日本大学藝術学部卒業。劇団5454に所属し、2000人を動員する小劇場俳優として40本以上の舞台を経験。独立後、フリーとして活動した。
2018年6月、金原亭世之介に入門。2019年10月1日に入船亭はい辰、三遊亭まんと、入船亭扇ぱいと共に前座となる。前座名は師匠の前名でもある「駒平」を与えられた。
2024年5月下席より、三遊亭まんと改メ三遊亭萬都、入船亭扇ぱい改メ入船亭扇七とともに二ツ目昇進。

## 芸歴
- 2018年6月∶金原亭世之介に入門。
- 2019年10月∶前座となる。前座名「駒平」。
- 2024年5月∶二ツ目に昇進。

## 出演

### テレビ
- 金曜日のソロたちへ（NHK総合、2020年3月6日）
- GODドクター（千葉テレビ、2022年1月4日～）- 屋白 米（やじろ べい） 役

## 人物
- 阿部真央とは幼なじみ。彼女の「I wanna see  you」を出囃子にしている[3]。
- 上方落語協会所属の笑福亭べ瓶とは落語家になる以前から親交があった。駒平が落語家になる時、べ瓶から「寄席で共演しよう」と言われていたが所属団体が違うことから共演は困難と思われていた。駒平が二ツ目昇進後の東京・浅草演芸ホール2024年10月中席夜の部（主任：桂三木助（5代目））にべ瓶が出演したことにより、同じ寄席の番組での共演が実現した[4]。